# بیمارستان الامدا
بیمارستان الامدا (به انگلیسی: Alameda Hospital) بیمارستانی خصوصی، مدیکر در شهر آلامدا، کالیفرنیا ایالات متحده آمریکا است و دارای ۱۶۱ تخت است.